# Kenneth Brokenburr
Kenneth Brokenburr, detto Kenny (Winter Haven, 29 ottobre 1968), è un ex velocista statunitense, campione olimpico a Sydney 2000 con la staffetta 4×100 metri, pur gareggiando unicamente in batteria.

## Palmarès
| Anno | Manifestazione      | Sede          | Evento      | Risultato | Prestazione | Note  |
| ---- | ------------------- | ------------- | ----------- | --------- | ----------- | ----- |
| 2000 | Giochi olimpici     | Sydney        | 4×100 m     | Oro       | 37"61       | [ 1 ] |
| 2003 | Giochi panamericani | Santo Domingo | 200 m piani | Oro       | 20"42       |       |